# Lepidoblepharis miyatai
Lepidoblepharis miyatai — вид геконоподібних ящірок родини Sphaerodactylidae. Ендемік Колумбії.

## Поширення і екологія
Lepidoblepharis miyatai відомі з типової місцевості, розташованої на карибському узбережжі в департаменті Магдалена, в районі національного природного парку Тайрона. Вони живуть в сухих прибережних тропічних лісах.

## Збереження
МСОП класифікує цей вид як такий, що перебуває на межі зникнення. Lepidoblepharis miyatai загрожує знищення природного середовища та зміни клімату.